# The Englishman and the Girl
«The Englishman and the Girl» — американский короткометражный комедийный фильм Дэвида Уорка Гриффита.

## Сюжет
Один из участников драматической группы во время репетиции получает письмо, из которого узнаёт, что его добродушный родственник из Англии прибыл с визитом. Члены группы переодеваются в форму индейцев и начинают угрожать ему, но им это не удаётся: он достаёт пистолет и прогоняет их...

## В ролях
| Актёр               | Роль               |
| ------------------- | ------------------ |
| Джордж Николс       | мистер Тэйер       |
| Кейт Брюс           | миссис Тэйер       |
| Чарльз Крэйг        | Альберт Уилберфорс |
| Мэри Пикфорд        | девушка            |
| Линда Арвидсон      |                    |
| Флоренс Баркер      |                    |
| Глэдис Иган         |                    |
| Френсис Дж. Грэндон |                    |
| Рут Харт            | друг               |
| Делл Хендерсон      |                    |